# Liste der FFH-Gebiete auf den Balearischen Inseln

Flagge der Balearen

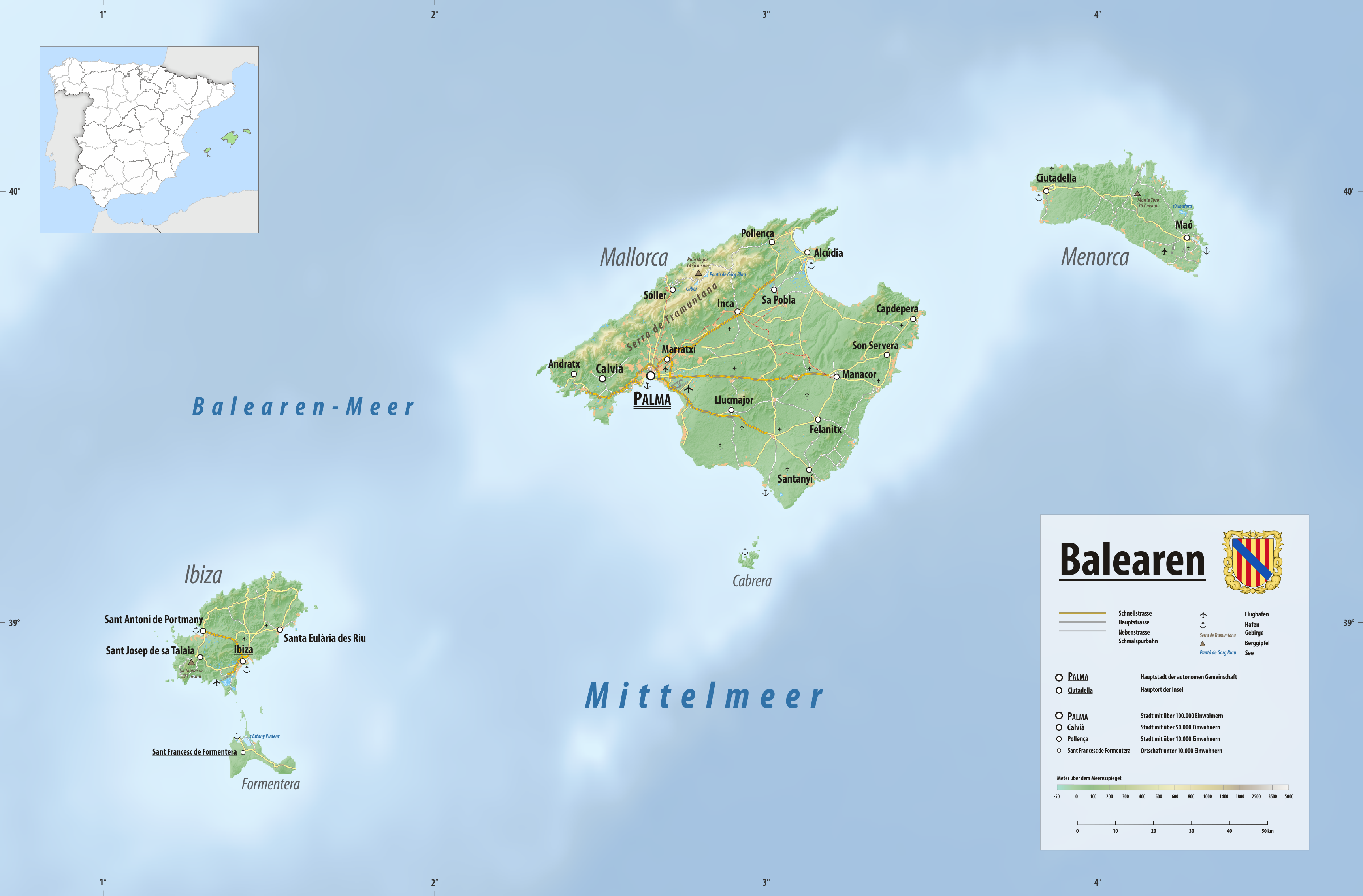
Karte der Balearen

Diese sortierbare Liste führt die Fauna-Flora-Habitat-Gebiete in der zu Spanien gehörenden autonomen Gemeinschaft der Balearen auf den Balearischen Inseln. Die Gebiete gehören zum europäischen Schutzgebietsnetz Natura 2000.

## Hinweise zu den Angaben in der Tabelle
- Gebietsname: Amtliche Bezeichnung des Schutzgebiets
- Bild/Commons: Bild und Link zu weiteren Bildern aus dem Schutzgebiet
- WDPA-ID: Link zum Schutzgebiet in der World Database on Protected Areas
- EEA-ID: Link zum Schutzgebiet in der Datenbank der European Environment Agency (EEA)
- seit: Datum der Ausweisung als Schutzgebiet
- Lage: Geografischer Standort
- Fläche: Gesamtfläche des Schutzgebiets in Hektar
- Bemerkungen: Besonderheiten und Anmerkungen

Bis auf die Spalte Lage sind alle Spalten sortierbar.

## Mallorca
| Gebietsname                               | Bild/Commons | WDPA-ID   | EEA-ID    | seit | Lage | Fläche ha | Bemerkungen |
| ----------------------------------------- | ------------ | --------- | --------- | ---- | ---- | --------- | ----------- |
| Es Trenc - Salobrar de Campos             |              |           | ES0000037 |      |      | 1.442,73  |             |
| Cap de cala Figuera                       |              |           | ES0000074 |      |      | 791,05    |             |
| La Victòria                               |              |           | ES0000079 |      |      | 995,31    |             |
| Mondragó                                  |              |           | ES0000145 |      |      | 749       |             |
| La Trapa                                  |              | 555548977 | ES0000222 |      |      | 429,9     |             |
| Sa Costera                                |              |           | ES0000225 |      |      | 788,45    |             |
| L'Albufereta                              |              |           | ES0000226 |      |      | 443,1     |             |
| Muntanyes d'Artà                          |              |           | ES0000227 |      |      | 14.716,98 |             |
| Cap de ses Salines                        |              |           | ES0000228 |      |      | 3.729,23  |             |
| Es Galatzó - s'Esclop                     |              | 555523763 | ES5310008 |      | ⊙    | 1.424,33  |             |
| Es Teix                                   |              |           | ES5310009 |      | ⊙    | 955,69    |             |
| Comuna de Bunyola                         |              |           | ES5310010 |      | ⊙    | 788       |             |
| Puig de Sant Martí                        |              |           | ES5310015 |      | ⊙    | 226,04    |             |
| Fita des Ram                              |              |           | ES5310026 |      | ⊙    | 287,59    |             |
| Cimals de la Serra                        |              |           | ES5310027 |      | ⊙    | 7.252,33  |             |
| Es Binis                                  |              |           | ES5310028 |      | ⊙    | 27,92     |             |
| Na Borges                                 |              |           | ES5310029 |      | ⊙    | 3.997,31  |             |
| Basses de la marina de Llucmajor          |              |           | ES5310037 |      | ⊙    | 9,93      |             |
| Cova des Bufador des Solleric             |              |           | ES5310038 |      | ⊙    | 1         |             |
| Cova de les Maravelles                    |              |           | ES5310040 |      | ⊙    | 1         |             |
| Cova dels Ases                            |              |           | ES5310043 |      | ⊙    | 1         |             |
| Cova des Coll                             |              |           | ES5310044 |      | ⊙    | 1         |             |
| Cova d'en Passol                          |              |           | ES5310045 |      | ⊙    | 1         |             |
| Cova de sa Guitarreta                     |              |           | ES5310048 |      | ⊙    | 1         |             |
| Cova des Pas de Vallgornera               |              |           | ES5310049 |      | ⊙    | 1         |             |
| Cova d'en Bessó                           |              |           | ES5310050 |      | ⊙    | 1         |             |
| Cova de can Bordils                       |              |           | ES5310051 |      | ⊙    | 1         |             |
| Cova des Diners                           |              |           | ES5310052 |      | ⊙    | 1         |             |
| Cova del Dimoni                           |              |           | ES5310053 |      | ⊙    | 0,99      |             |
| Cova de sa Gleda                          |              |           | ES5310054 |      | ⊙    | 1         |             |
| Cova des Pirata                           |              |           | ES5310055 |      | ⊙    | 1         |             |
| Cova des Pont                             |              |           | ES5310056 |      | ⊙    | 1         |             |
| Cova de Llenaire                          |              |           | ES5310059 |      | ⊙    | 1         |             |
| Cova Nova de Son Lluís                    |              |           | ES5310061 |      | ⊙    | 1         |             |
| Cova de can Millo o de Coa Negrina        |              |           | ES5310063 |      | ⊙    | 1         |             |
| Avenc de Son Pou                          |              |           | ES5310064 |      | ⊙    | 1         |             |
| Cova des Drac de cala Santanyí            |              |           | ES5310065 |      | ⊙    | 1         |             |
| Cova des Rafal des Porcs                  |              |           | ES5310066 |      | ⊙    | 1         |             |
| Serral d'en Salat                         |              | 555523814 | ES5310076 |      | ⊙    | 104,86    |             |
| De Cala de Ses Ortigues a cala Estellencs |              | 555523816 | ES5310078 |      | ⊙    | 858,79    |             |
| Puig de na Bauçà                          |              | 555523817 | ES5310079 |      | ⊙    | 1.613,90  |             |
| Puigpunyent                               |              | 555523818 | ES5310080 |      | ⊙    | 566,89    |             |
| Port des Canonge                          |              |           | ES5310081 |      | ⊙    | 615,77    |             |
| S'Estaca - Punta de Deià                  |              |           | ES5310082 |      | ⊙    | 1.004,09  |             |
| Es Boixos                                 |              |           | ES5310083 |      | ⊙    | 657,08    |             |
| Torre Picada                              |              |           | ES5310084 |      | ⊙    | 122,53    |             |
| Moncaire                                  |              |           | ES5310085 |      | ⊙    | 248,92    |             |
| Monnàber                                  |              |           | ES5310086 |      | ⊙    | 10,35     |             |
| Bàlitx                                    |              |           | ES5310087 |      | ⊙    | 332,66    |             |
| Gorg Blau                                 |              |           | ES5310088 |      | ⊙    | 165,35    |             |
| Biniarroi                                 |              |           | ES5310089 |      | ⊙    | 536,27    |             |
| Puig d'Alaró - Puig de s'Alcadena         |              |           | ES5310090 |      | ⊙    | 385,57    |             |
| Formentor                                 |              |           | ES5310093 |      | ⊙    | 255,63    |             |
| Punta de n'Amer                           |              |           | ES5310096 |      | ⊙    | 526,92    |             |
| Cales de Manacor                          |              |           | ES5310098 |      | ⊙    | 585,73    |             |
| Punta des Ras                             |              |           | ES5310100 |      | ⊙    | 12,9      |             |
| Randa                                     |              |           | ES5310101 |      | ⊙    | 1.176,70  |             |
| Xorrigo                                   |              |           | ES5310102 |      | ⊙    | 879,9     |             |
| Costa Brava de Tramuntana                 |              |           | ES5310127 |      | ⊙    | 8.333,51  |             |
| Cap Enderrocat i cap Blanc                |              |           | ES5310128 |      | ⊙    | 7.080,26  |             |

## Menorca
| Gebietsname                      | Bild/Commons | WDPA-ID | EEA-ID    | seit | Lage | Fläche ha | Bemerkungen |
| -------------------------------- | ------------ | ------- | --------- | ---- | ---- | --------- | ----------- |
| Costa Nord de Ciutadella         |              |         | ES0000229 |      | ⊙    | 676,62    |             |
| Dels Alocs a Fornells            |              |         | ES0000231 |      | ⊙    | 2.697,89  |             |
| La Mola i s'Albufera de Fornells |              |         | ES0000232 |      | ⊙    | 1.511,67  |             |
| D'Addaia a s'Albufera            |              |         | ES0000233 |      | ⊙    | 2.816,09  |             |
| S'Albufera des Grau              |              |         | ES0000234 |      | ⊙    | 2.539,43  |             |
| De s'Albufera a la Mola          |              |         | ES0000235 |      | ⊙    | 2.036,37  |             |
| Illa de l'Aire                   |              |         | ES0000236 |      | ⊙    | 30,53     |             |
| Des Canutells a Llucalari        |              |         | ES0000237 |      | ⊙    | 1.806,98  |             |
| Son Bou i barranc de sa Vall     |              |         | ES0000238 |      | ⊙    | 1.175,43  |             |
| De Binigaus a cala Mitjana       |              |         | ES0000239 |      | ⊙    | 1.839,10  |             |
| Costa Sud de Ciutadella          |              |         | ES0000240 |      | ⊙    | 1.124,24  |             |
| Cap Negre                        |              |         | ES5310068 |      | ⊙    | 733,15    |             |
| La Vall                          |              |         | ES5310113 |      | ⊙    | 3.127,90  |             |
| Binigafull                       |              |         | ES5310114 |      | ⊙    | 2,74      |             |
| Es Molinet                       |              |         | ES5310115 |      | ⊙    | 9,11      |             |
| Ses Pallisses                    |              |         | ES5310117 |      | ⊙    | 2,56      |             |
| Torre Llafuda                    |              |         | ES5310118 |      | ⊙    | 96,56     |             |
| Penyes d'Egipte                  |              |         | ES5310119 |      | ⊙    | 44,36     |             |
| Es Clot des Guix                 |              |         | ES5310120 |      | ⊙    | 88,87     |             |
| Binigurdó                        |              |         | ES5310121 |      | ⊙    | 14,97     |             |
| Mal Lloc                         |              |         | ES5310122 |      | ⊙    | 16,2      |             |
| Puig Malet i Santa Eularieta     |              |         | ES5310126 |      | ⊙    | 35,63     |             |

## Ibiza
| Gebietsname                | Bild/Commons | WDPA-ID | EEA-ID    | seit | Lage | Fläche ha | Bemerkungen |
| -------------------------- | ------------ | ------- | --------- | ---- | ---- | --------- | ----------- |
| Serra Grossa               |              |         | ES5310034 |      | ⊙    | 1.175,90  |             |
| Porroig                    |              |         | ES5310031 |      | ⊙    | 113,31    |             |
| Cap Llentrisca - Sa Talaia |              |         | ES5310032 |      | ⊙    | 3.090,44  |             |
| Es Vedrà - Es Vedranell    |              |         | ES0000078 |      | ⊙    | 635,85    |             |
| Illots de Ponent d'Eivissa |              |         | ES5310023 |      | ⊙    | 2.537,42  |             |
| Es Amunts d'Eivissa        |              |         | ES5310105 |      | ⊙    | 1.460,99  |             |
| Costa dels Amunts          |              |         | ES0000241 |      | ⊙    | 685,87    |             |
| Xarraca                    |              |         | ES5310033 |      | ⊙    | 777,40    |             |
| Nord de Sant Joan          |              |         | ES5310112 |      | ⊙    | 1.928,96  |             |
| Tagomago                   |              |         | ES0000082 |      | ⊙    | 554,49    |             |

## Formentera
| Gebietsname                        | Bild/Commons | WDPA-ID | EEA-ID    | seit | Lage | Fläche ha | Bemerkungen |
| ---------------------------------- | ------------ | ------- | --------- | ---- | ---- | --------- | ----------- |
| Bassa de Formentera                |              |         | ES5310123 |      | ⊙    | 5,69      |             |
| Cap de Barbaria                    |              |         | ES5310025 |      | ⊙    | 2.477,50  |             |
| Ses Salines d'Eivissa i Formentera |              |         | ES0000084 |      | ⊙    | 16.440,61 |             |
| La Mola                            |              |         | ES5310024 |      | ⊙    | 2.190,74  |             |

## Cabrera
| Gebietsname          | Bild/Commons | WDPA-ID | EEA-ID    | seit | Lage | Fläche ha | Bemerkungen |
| -------------------- | ------------ | ------- | --------- | ---- | ---- | --------- | ----------- |
| Arxipèlag de Cabrera |              |         | ES0000083 |      | ⊙    | 20.546,45 |             |

## Marine Gebiete
| Gebietsname                               | Bild/Commons | WDPA-ID   | EEA-ID    | seit | Lage | Fläche ha  | Bemerkungen |
| ----------------------------------------- | ------------ | --------- | --------- | ---- | ---- | ---------- | ----------- |
| Es Rajolí                                 |              |           | ES5310077 |      |      | 110,91     |             |
| Sa Dragonera                              |              | 555548976 | ES0000221 |      |      | 1.273,32   |             |
| Badies de Pollença i Alcúdia              |              |           | ES5310005 |      |      | 30.773,61  |             |
| Canal de Menorca                          |              |           | ESZZ16002 |      |      | 335.603,40 |             |
| Costa de Llevant                          |              |           | ES5310030 |      |      | 1.840,17   |             |
| Àrea marina Costa de Llevant              |              |           | ES5310097 |      |      | 2.000,41   |             |
| Arxipèlag de Cabrera                      |              |           | ES0000083 |      |      | 20.546,45  |             |
| Àrea marina Cap de cala Figuera           |              |           | ES5310103 |      |      | 129,13     |             |
| Àrea marina Punta Prima - Illa de l'Aire  |              |           | ES5310073 |      |      | 1.321,85   |             |
| Àrea marina de ses Margalides             |              |           | ES5310106 |      |      | 98,61      |             |
| De cala Llucalari a Cales Coves           |              |           | ES5310074 |      |      | 1.065,97   |             |
| Àrea marina del Sud de Ciutadella         |              |           | ES5310036 |      |      | 2.240,15   |             |
| Arenal de Son Saura                       |              |           | ES5310075 |      |      | 345,97     |             |
| Àrea marina Platja de Migjorn             |              |           | ES5310111 |      |      | 2.046,71   |             |
| Àrea marina Platja de Tramuntana          |              |           | ES5310110 |      |      | 1.422,20   |             |
| Àrea marina de cala Saona                 |              |           | ES5310109 |      |      | 451,12     |             |
| Área marina del cap Martinet              |              |           | ES5310108 |      |      | 553,26     |             |
| Àrea marina de Tagomago                   |              |           | ES5310107 |      |      | 744,34     |             |
| Illots de Santa Eulària, Rodona i es Canà |              |           | ES0000242 |      |      | 70,22      |             |
| Costa de l'Oest d'Eivissa                 |              |           | ES5310104 |      |      | 1.276,64   |             |